# Olszyna (Przełom)
Olszyna – część wsi Przełom w Polsce położona w województwie świętokrzyskim, w powiecie kieleckim, w gminie Mniów.
W latach 1975–1998 część wsi administracyjnie należała do województwa kieleckiego.